# 1. FC Union Berlin
1. Fußballclub Union Berlin e. V., thường được biết đến là Union Berlin (phát âm [ˈeːɐ̯stɐ ʔɛfˈt͡seː ʔuˈni̯oːn bɛʁˈliːn] ⓘ), là một câu lạc bộ bóng đá chuyên nghiệp Đức có trụ sở ở Berlin.
Câu lạc bộ được đặt tên như hiện nay vào năm 1966 nhưng lịch sử câu lạc bộ bắt nguồn từ năm 1906, khi tiền thân FC Olympia Oberschöneweide được thành lập. Trong thời kỳ Chiến tranh Lạnh, Union có trụ sở tại khu vực Đông Berlin và tham gia các giải đấu của Đông Đức. Sau khi thống nhất thành phố và đất nước vào năm 1990, đội tham gia giải đấu chung của Đức. Từ năm 2009 đến 2019, đội đã thi đấu ở 2. Bundesliga, hạng thứ hai của bóng đá Đức. Vào năm 2019, Union Berlin đã được thăng hạng lên Bundesliga lần đầu tiên trong lịch sử câu lạc bộ.
Sân nhà của câu lạc bộ là Stadion An der Alten Försterei (Sân vận động Ngôi nhà của Người chăn nuôi già), là sân vận động bóng đá đơn mục đích lớn nhất ở thủ đô nước Đức. Sân là sân nhà của Union Berlin và tiền thân của câu lạc bộ kể từ khi được khai trương vào năm 1920. Sân vận động trở nên nổi tiếng trên toàn thế giới với các buổi hòa nhạc và sự kiện như Weihnachtssingen (Sự kiện Carols Giáng sinh) hàng năm và WM-Wohnzimmer (Phòng khách World Cup) vào năm 2014.
Câu lạc bộ nổi tiếng với lực lượng người hâm mộ nhiệt tình và sáng tạo, cùng với ca khúc cổ động "Eisern Union" (Liên Minh Sắt).

## Lịch sử

### Thời kì ban đầu (1906 - 1945)
Tên 1. FC Union Berlin được sử dụng bởi hai câu lạc bộ bóng đá có chung nguồn gốc là FC Olympia 06 Oberschöneweide, được thành lập vào năm 1906 tại quận Oberschöneweide của Berlin. Đội kia mang tên SC Union 06 Oberschöneweide thành lập vào năm 1910. Union là một trong những câu lạc bộ hàng đầu của Berlin trong thời kỳ giữa hai thế chiến, thường xuyên giành được các giải vô địch địa phương và thi đấu ở cấp quốc gia, bao gồm sự xuất hiện trong trận chung kết Giải vô địch Đức năm 1923, nhưng để thua 0-3 trước Hamburger SV.
Ban đầu, đội có biệt danh là "Schlosserjungs" (những người thợ cơ khí), vì bộ đồ màu xanh của họ, gợi nhớ đến quần áo làm việc điển hình được mặc trong các nhà máy của quận công nghiệp Oberschöneweide. Lời cổ vũ phổ biến của những người ủng hộ Union - "Eisern Union!" (Liên minh sắt) - cũng xuất hiện vào thời điểm này. Kể từ khi thành lập, câu lạc bộ có hình ảnh của tầng lớp lao động rõ ràng trái ngược với các câu lạc bộ địa phương khác có nguồn gốc trung lưu, như Viktoria 89 Berlin, Blau-Weiß 90 Berlin, BSV 92 Berlin hoặc Tennis Borussia Berlin.
Năm 1933, bóng đá Đức được tổ chức lại dưới thời Đệ tam đế chế thành 16 bộ phận của giải hàng đầu được gọi là Gauligen. Union là thành viên của Gauliga Berlin-Brandenburg nơi họ thường có kết quả trung bình. Họ đã xuống hạng năm 1935 và trở lại giải hạng nhất vào năm 1936 chỉ sau một mùa vắng mặt. Năm 1940, đội đứng đầu bảng B của giải và sau đó đánh bại Blau-Weiss (1-2;3-0) để giành danh hiệu vô địch khu vực. Câu lạc bộ tham gia vòng play-off quốc gia nơi họ bị loại bởi Rapid Wien ở vòng đầu tiên (2-3;1-3). Đội đã xuống hạng một lần nữa vào năm 1942 và chơi mùa Gauliga rút ngắn bởi chiến tranh cuối cùng vào năm 1944.

### Giải thể và chia tách (1945-1961)

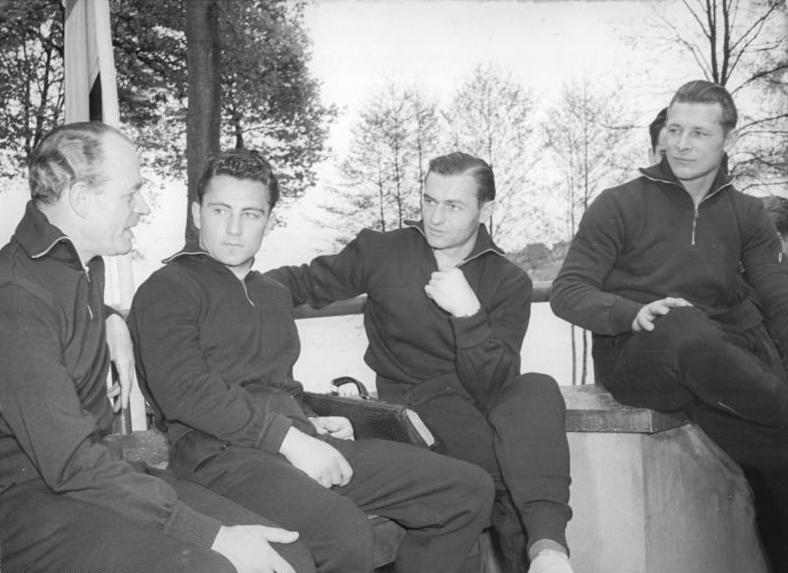
HLV Hanne Sobek (trái) năm 1955.

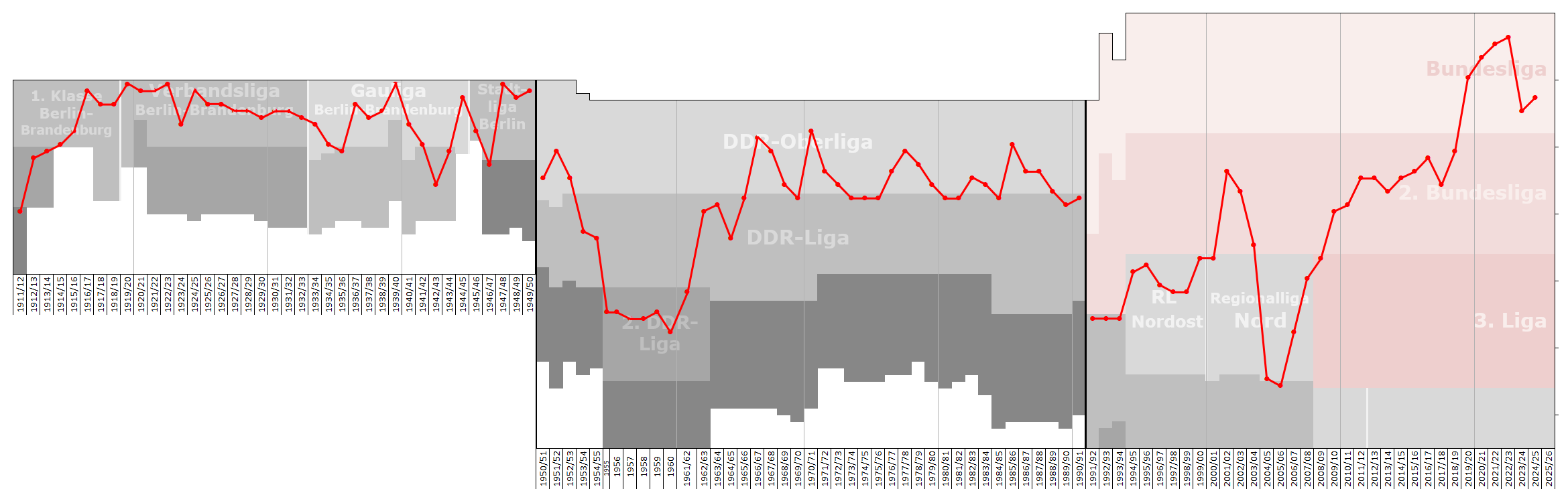
Biểu đồ lịch sử của Union Berlin sau Thế chiến II

Sau Thế chiến II, chính quyền đồng minh chiếm đóng đã ra lệnh giải thể tất cả các tổ chức ở Đức, bao gồm các hiệp hội thể thao và bóng đá. Một nhóm thể thao thành phố mới có tên SG Oberschöneweide được thành lập vào cuối năm 1945 và nó đã chơi ở Giải Thành phố được tổ chức ngay sau cuộc chiến với bốn bộ phận khu vực. Đội không đủ điều kiện tham gia Oberliga Berlin (I) mới được thành lập vào năm 1946 sau một mùa giải nghèo nàn, nhưng đã được thăng hạng vào năm 1947, giành được danh hiệu thành phố ngay lập tức và lấy lại tên câu lạc bộ là SG Union 06 Oberschöneweide trong năm 1948.
Câu lạc bộ đã kết thúc mùa giải 1949-50 ở vị trí thứ hai tại Berlin và đủ điều kiện tham gia vòng chung kết quốc gia. Tuy nhiên, căng thẳng chiến tranh lạnh leo thang khiến chính quyền Liên Xô từ chối cho phép đội đi tham gia. Đội tách ra thành hai khi hầu hết các cầu thủ và huấn luyện viên chạy trốn về phía tây để thành lập Câu lạc bộ Thể thao 06 Berlin tham gia trận đấu play-off theo lịch trình tại Kiel với Hamburger SV, thua 0-7.
Những người chơi còn lại ở phía đông tiếp tục thi đấu với tên Union Oberschöneweide trong khi một số người chơi tiếp tục trốn sang phía tây để thành lập một câu lạc bộ thứ ba là Berliner Ballspiel-Club Südost. Đội phía tây là một đội mạnh cho đến khi xây dựng Bức tường Berlin vào năm 1961, thu hút rất đông người đến xem các trận đấu tại Olympiastadion. Sự phân chia của thành phố đã khiến câu lạc bộ không may phải thi đấu ở phần ít dân cư hơn và thưa thớt người hâm mộ.

### Tái khởi động với tên Union Berlin (1961-1990)

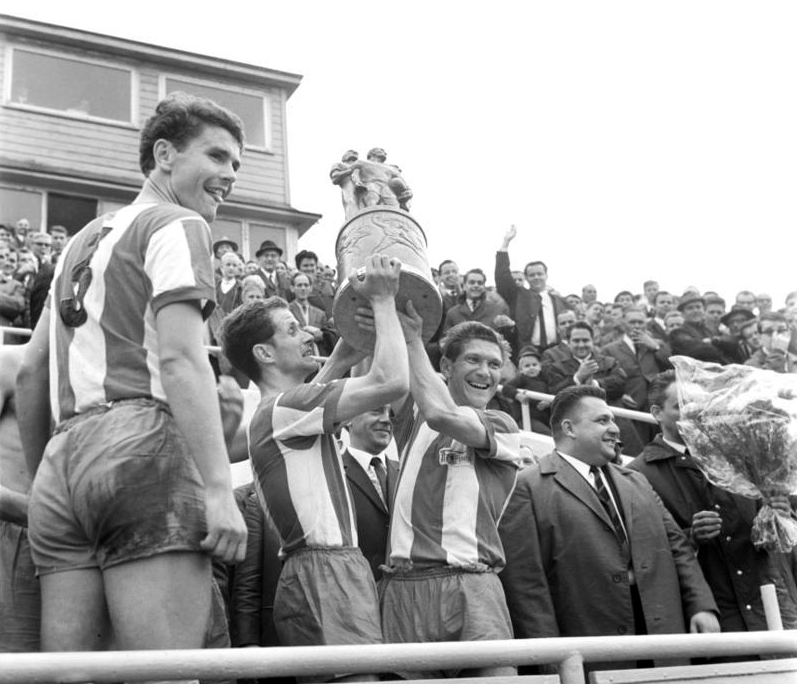
Ulrich Prüfke (đội trưởng) và Ralph Quest nâng cao chiếc cúp FDGB vào năm 1968.

Chi nhánh phía đông của câu lạc bộ đã trải qua một số thay đổi tên: Union Oberschöneweide (1950), BSG Motor Oberschöneweide (1951), SC Motor Berlin (1955), TSC Oberschöneweide (1957), TSC Berlin (1963) - cuối cùng trở thành câu lạc bộ bóng đá 1. FC Union Berlin năm 1966. Đội đã có sự cạnh tranh với Dynamo Berlin được tài trợ bởi Stasi trong tình trạng yếu thế. Trong khi đối thủ Dynamo giành được 10 danh hiệu liên tiếp, Union lên xuống hạng giữa DDR-Oberliga và DDR-Liga với rất ít thành công. Union đã giành được Cup Đông Đức vào năm 1968 khi họ đánh bại FC Carl Zeiss Jena 2-1 mặc dù họ đã thua trong lần lọt vào chung kết thứ hai vào năm 1986 trước 1. FC Lokomactor Leipzig với tỷ số 1-5.

### 2. Thời đại Bundesliga (1990-2019)

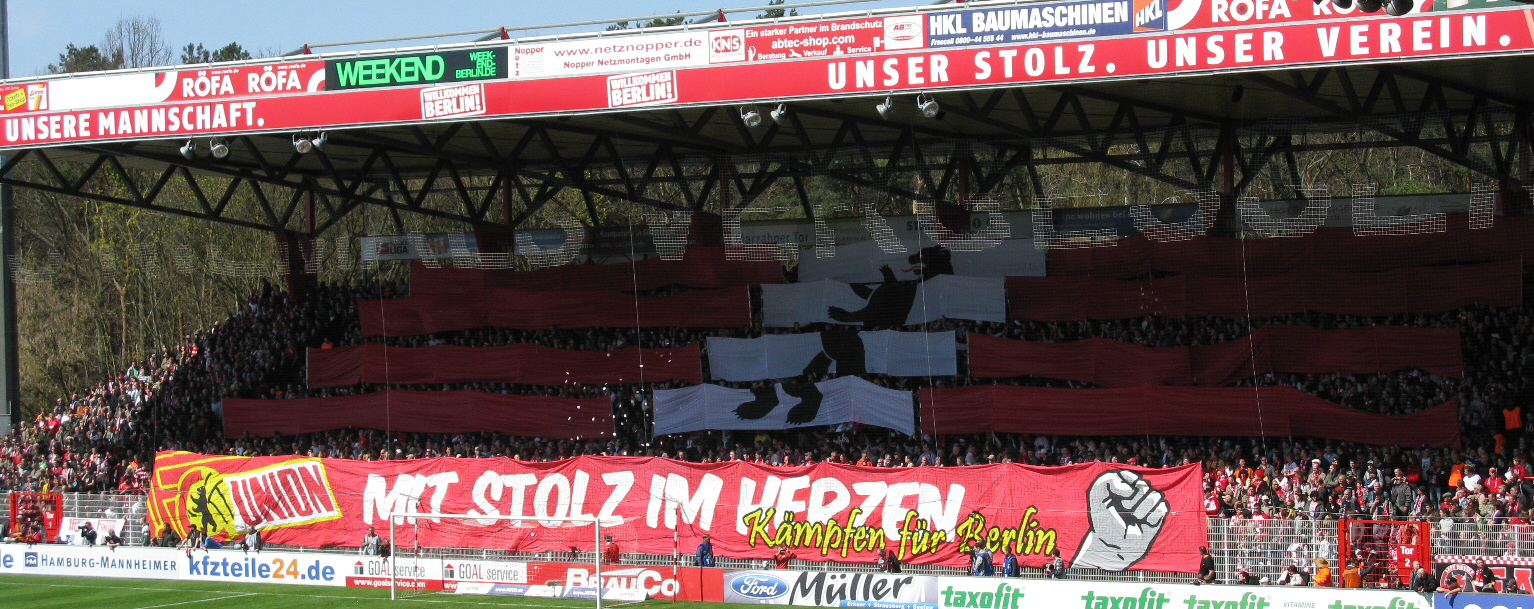
Người ủng hộ năm 2010

Sau khi thống nhất nước Đức năm 1990, đội được phân tham gia hạng Regionalliga - giải hạng ba. Đội tiếp tục thể hiện tốt trên sân, nhưng gần như sụp đổ về tài chính. Đội đã cố gắng vượt qua thời điểm khó khăn và tìm kiếm sự tài trợ, và tuy vô địch 2 lần vào năm 1993 và 1994 nhưng bị từ chối thăng hạng lên 2. Bundesliga do vấn đề tài chính của họ. Câu lạc bộ lâm vào khủng hoảng tài chính vào năm 1997.
Cuối cùng đội đã thành công vào năm 2000-01, dưới sự quản lý của huấn luyện viên Bulgaria, Georgi Vasilev, dễ dàng vô địch Regionalliga Nord (hạng III) và thăng lên hạng nhì để trở thành đội bóng nổi tiếng thứ hai của thành phố. Cùng năm đó, đội đi đến trận chung kết Cúp bóng đá Đức,đội thua 0-2 trước FC Schalke 04, và tiến xa tới vòng thứ hai tại UEFA Cup trước khi bị PFC Litex Lovech của Bulgaria loại. Câu lạc bộ đã xuống hạng Regionalliga Nord (III) vào năm 2004-05 và sau đó xuống NOFV-Oberliga Nord (IV) vào năm 2005-06, nhưng đã trở lại chơi ở giải hạng ba sau khi vô địch Oberliga. Vào năm 2008-09, Union trở thành một trong những câu lạc bộ sáng lập giải 3. Liga, là giải hạng ba mới, và ngay lập tức vô địch mùa giải đầu tiên, và thăng hạng lên 2. Bundesliga ngày 10 tháng 5. Họ thi đấu ở hạng 2 liên tục cho đến mùa giải 2018-19, khi họ lần đầu tiên thăng hạng lên Bundesliga sau khi đánh bại VfB Stuttgart trong trận play-off. Các cổ động viên tràn vào sân cỏ, nhưng không ai bị thương.

### Kỷ nguyên Bundesliga (2019-hiện tại)
Union Berlin trở thành câu lạc bộ Bundesliga đầu tiên từ Đông Berlin cũ và thứ năm từ Đông Đức cũ, sau Dynamo Dresden, Hansa Rostock, VfB Leipzig và Energie Cottbus. Đội là câu lạc bộ thứ sáu để giành quyền thăng hạng từ 2. Bundesliga bằng cách đánh bại đội Bundesliga thứ 16 trong trận play-off - kể từ mùa giải 1981-82, những đội khác là Bayer Uerdingen, 1. FC Saarbrücken, Kickgarter Kickers, 1. FC Nürnberg và Fortuna Düsseldorf. Trước mùa giải ra mắt của Union Berlin tại Bundesliga, câu lạc bộ đã ký hợp đồng với Neven Subotić, Anthony Ujah và Christian Gentner, cũng như tái ký với Marvin Friedrich, người đã ghi bàn thắng quyết định vào lưới Stuttgart trong trận đấu play-offs trong mùa giải trước để đảm bảo thăng hạng cho câu lạc bộ.

## Sân vận động

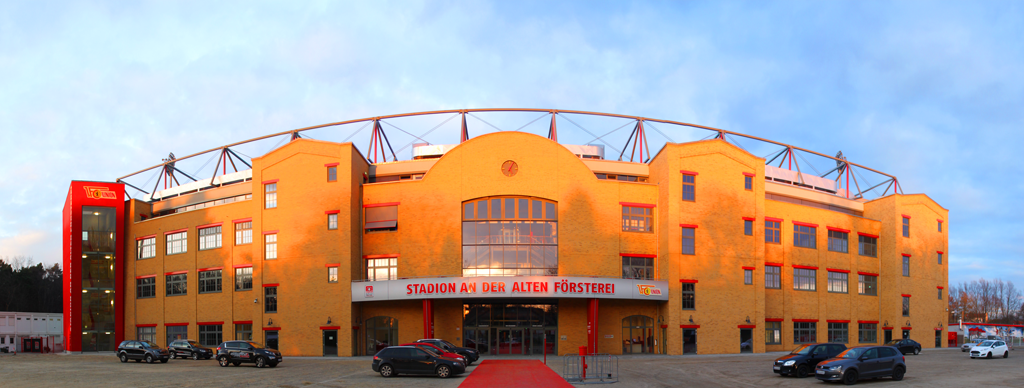
Tòa nhà chính của sân vận động đã được khánh thành vào cuối năm 2013.

Năm 1920 SC Union Oberschöneweide (tiền thân của 1. FC Union Berlin) đã phải tìm một sân nhà mới. Câu lạc bộ di chuyển xa hơn một chút từ thành phố đến phía tây bắc của quận Köpenick. Sân vận động mới được chính thức khai trương vào tháng 8 năm 1920 với trận đấu giữa Oberschöneweide và nhà vô địch Đức 1. FC Nürnberg (1-2). Trận đấu khai mạc chính thức tại Alte Försterei đã diễn ra vào ngày 17 tháng 3, khi Union đấu với Viktoria 89 Berlin.
Khi Union giành được quyền thăng hạng DDR-Oberliga (giải hàng đầu ở Đông Đức) vào năm 1966, sân vận động sớm được mở rộng. Sân được mở rộng lần đầu tiên vào năm 1970 khi khán đài Gegengerade được nâng lên, trong khi mở rộng thêm cho sân thượng ở cả hai đầu vào cuối những năm 1970 và đầu những năm 1980 đã tăng sức chứa hơn nữa lên 22.500. Tuy nhiên, các cơ sở có phần Spartan tại Alte Försterei đã nhanh chóng bắt đầu cho thấy tuổi đời của chúng và đi vào một sự suy giảm nghiêm trọng. 

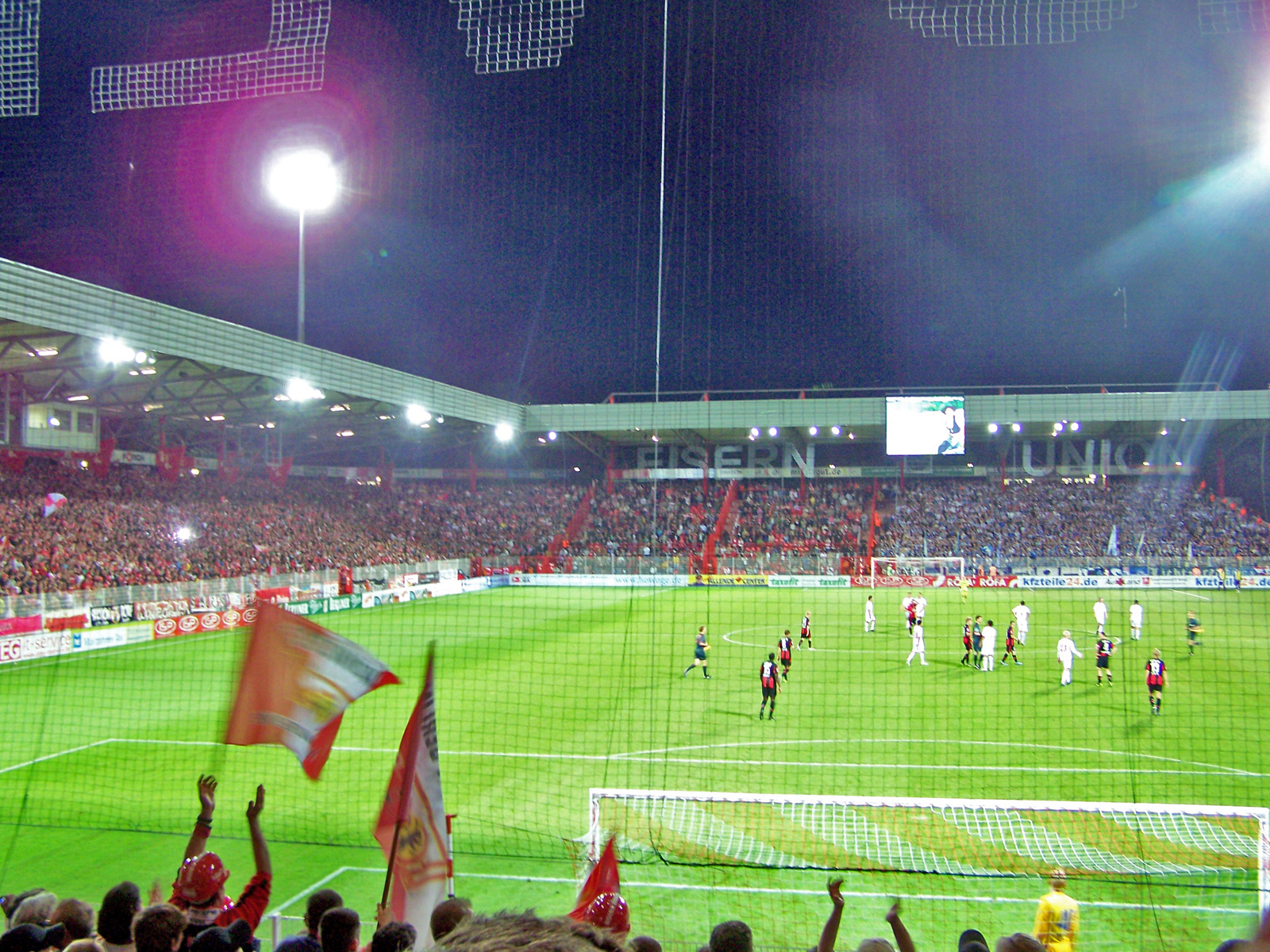
Stadion An der Alten Försterei là sân vận động bóng đá đơn mục đích lớn nhất ở Berlin.

Sau khi thống nhất nước Đức, khi Union được Liên đoàn bóng đá Đức chỉ định chơi ở hạng đấu thứ ba, sân vận động lỗi thời chỉ chứng minh một trong những yếu tố cản trở sự thúc đẩy của câu lạc bộ để thăng hạng lên các giải đấu cao hơn.
Vào giữa năm 2008, câu lạc bộ cuối cùng đã quyết định hiện đại hóa sân vận động, Stadion An der Alten Försterei (Old Forester's House). Tiền vẫn còn eo hẹp, và vì vậy người hâm mộ chỉ đơn giản là tự xây dựng mặt bằng. Hơn 2.000 người ủng hộ Union đã đầu tư 140.000 giờ làm việc để tạo ra mặt sân mới mà ngày nay là sân vận động dành riêng cho bóng đá lớn nhất ở Berlin. Bên trong sân vận động, một loạt các quán bia bên ngoài và vỉ nướng ngoài trời phục vụ món bratwurst và bít tết thịt lợn ở phía sau quầy cung cấp các món ăn chính. Khai mạc chính thức vào ngày 12 tháng 7 năm 2013, tổ chức với trận giao hữu với nhà vô địch Scotland Celtic. Nó có sức chứa 22.012 người với 3.617 chỗ ngồi. Phần còn lại là chỗ đứng.

### Phòng khách World Cup
Vào năm 2014, câu lạc bộ đã nảy ra ý tưởng mời người hâm mộ mang ghế sofa của riêng họ xuống đất cho toàn bộ mùa World Cup. Hơn 800 ghế sofa được đặt trên sân theo hàng trước màn hình lớn. Sự kiện này sau đó đã được công nhận với Giải thưởng Trải nghiệm người hâm mộ tại Hội nghị thượng đỉnh kinh doanh sân vận động 2015 ở Barcelona.

## Cầu thủ

### Đội hình hiện tại
Tính đến 1 September 2023
Ghi chú: Quốc kỳ chỉ đội tuyển quốc gia được xác định rõ trong điều lệ tư cách FIFA. Các cầu thủ có thể giữ hơn một quốc tịch ngoài FIFA.
| Số | VT | Quốc gia    | Cầu thủ                                 |
| -- | -- | ----------- | --------------------------------------- |
| 1  | TM | Đan Mạch    | Frederik Rønnow                         |
| 3  | HV | Đức         | Paul Jaeckel                            |
| 4  | HV | Bồ Đào Nha  | Diogo Leite                             |
| 5  | HV | Hà Lan      | Danilho Doekhi                          |
| 6  | TV | Đức         | Robin Gosens                            |
| 7  | TĐ | Hoa Kỳ      | Brenden Aaronson (mượn từ Leeds United) |
| 8  | TV | Đức         | Rani Khedira (đội phó)                  |
| 9  | TĐ | Đan Mạch    | Mikkel Kaufmann                         |
| 10 | TĐ | Đức         | Kevin Volland                           |
| 11 | TĐ | Bờ Biển Ngà | David Datro Fofana (mượn từ Chelsea)    |
| 12 | TM | Đan Mạch    | Jakob Busk                              |
| 13 | TV | Hungary     | András Schäfer                          |
| 16 | TĐ | Đức         | Benedict Hollerbach                     |
| 17 | TĐ | Đức         | Kevin Behrens                           |

| Số | VT | Quốc gia   | Cầu thủ                            |
| -- | -- | ---------- | ---------------------------------- |
| 18 | HV | Croatia    | Josip Juranović                    |
| 19 | TV | Đức        | Janik Haberer                      |
| 20 | TV | Tunisia    | Aïssa Laïdouni                     |
| 23 | HV | Ý          | Leonardo Bonucci                   |
| 26 | HV | Guadeloupe | Jérôme Roussillon                  |
| 27 | TĐ | Suriname   | Sheraldo Becker                    |
| 28 | HV | Áo         | Christopher Trimmel (đội trưởng)   |
| 29 | TV | Pháp       | Lucas Tousart                      |
| 31 | HV | Đức        | Robin Knoche                       |
| 33 | TV | Séc        | Alex Král (mượn từ Spartak Moscow) |
| 36 | TV | Đức        | Aljoscha Kemlein                   |
| 37 | TM | Đức        | Alexander Schwolow                 |
| 38 | TĐ | Đức        | Laurenz Dehl                       |
| 39 | TM | Đức        | Yannic Stein                       |

### Cho mượn
Ghi chú: Quốc kỳ chỉ đội tuyển quốc gia được xác định rõ trong điều lệ tư cách FIFA. Các cầu thủ có thể giữ hơn một quốc tịch ngoài FIFA.
| Số | VT | Quốc gia | Cầu thủ                                                              |
| -- | -- | -------- | -------------------------------------------------------------------- |
| —  | TM | Đức      | Lennart Grill (tại VfL Osnabrück đến 30 tháng 6 năm 2024)            |
| —  | HV | Đức      | Mathis Bruns (tại Stuttgarter Kickers đến 30 tháng 6 năm 2024)       |
| —  | HV | Ba Lan   | Tymoteusz Puchacz (tại 1. FC Kaiserslautern đến 30 tháng 6 năm 2024) |
| —  | TV | Na Uy    | Morten Thorsby (tại Genoa đến 30 tháng 6 năm 2024)                   |
| —  | TĐ | Nhật Bản | Keita Endo (tại Eintracht Braunschweig đến 30 tháng 6 năm 2024)      |

| Số | VT | Quốc gia | Cầu thủ                                                             |
| -- | -- | -------- | ------------------------------------------------------------------- |
| —  | TĐ | Đức      | Jamie Leweling (tại VfB Stuttgart đến 30 tháng 6 năm 2024)          |
| —  | TĐ | Hoa Kỳ   | Jordan Pefok (tại Borussia Mönchengladbach đến 30 tháng 6 năm 2024) |
| —  | TĐ | Đức      | David Preu (tại VfR Aalen đến 30 tháng 6 năm 2024)                  |
| —  | TĐ | Đức      | Tim Skarke (tại SV Darmstadt 98 đến 30 tháng 6 năm 2024)            |

### Cựu cầu thủ đáng chú ý

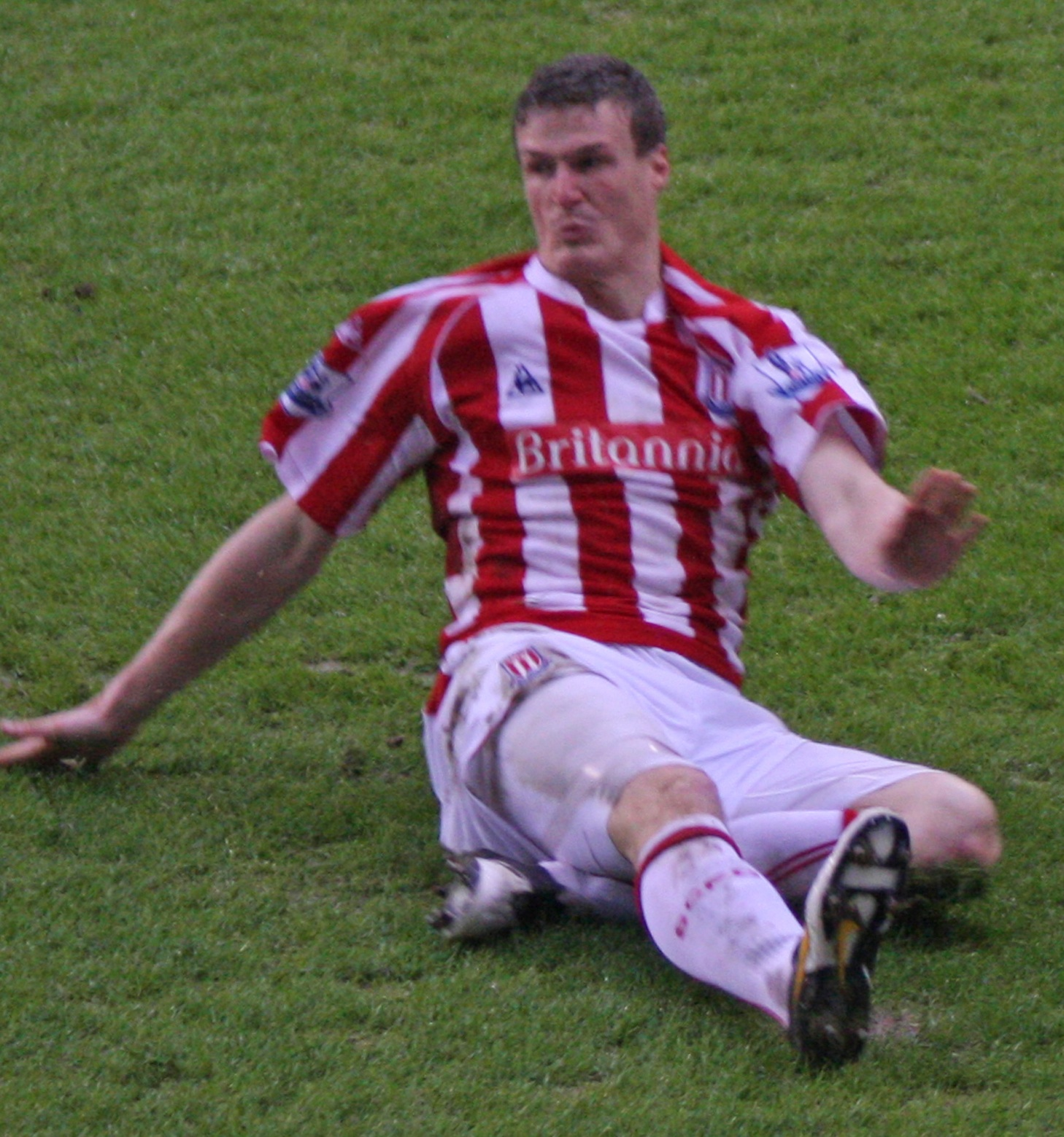
Robert Huth

- Karim Benyamina
- Daniel Teixeira
- Sergej Barbarez
- Jörg Heinrich
- Robert Huth
- Marko Rehmer
- Patrick Kohlmann
- Bobby Wood

### Đội dự bị
Đội dự bị của câu lạc bộ, 1. FC Union Berlin II, gần đây nhất chơi ở giải hạng 4 Regionalliga Nordost, đã giành được quyền thăng hạng trong giải đấu năm 2012. Trước đó, đội đã trải qua hai mùa giải trong NOFV-Oberliga Nord. Vào cuối mùa giải 2014-15, câu lạc bộ đã rút đội khỏi giải thi đấu.

## Huấn luyện viên
| \| Werner Schwenzfeier \| 20 Jan. 1965 \| 30 Jun. 1969 \| \| Fritz Gödicke \| 01 Jul. 1969 \| 30 Jun. 1970 \| \| Harald Seeger \| 01 Jul. 1970 \| 30 Jun. 1972 \| \| Ulrich Prüfke \| 01 Jul. 1972 \| 30 Jun. 1974 \| \| Dieter Fietz \| 01 Jul. 1974 \| 06 Dec. 1975 \| \| Heini Brüll (caretaker) \| 07 Dec. 1975 \| 31 Dec. 1975 \| \| Heinz Werner \| 01 Jan. 1976 \| 18 Jul. 1982 \| \| Harry Nippert \| 19 Jul. 1982 \| 30 Sep. 1983 \| \| Karl-Heinz Burwieck \| 01 Okt. 1983 \| 30 Jun. 1984 \| \| Karl Schäffner \| 01 Jul. 1984 \| 31 Dec. 1987 \| \| Karsten Heine \| 01 Jan. 1988 \| 09 Apr. 1990 \| \| Gerd Struppert (caretaker) \| 10 Apr. 1990 \| 30 Jun. 1990 \| \| Werner Voigt \| 01 Jul. 1990 \| 03 Jun. 1992 \| \| Gerhard Körner (caretaker) \| 04 Jun. 1992 \| 30 Jun. 1992 \| \| Frank Pagelsdorf \| 01 Jul. 1992 \| 30 Jun. 1994 \| \| Frank Engel \| 01 Jul. 1994 \| 25 Jan. 1995 \| \| Hans Meyer \| 26 Jan. 1995 \| 02 Oct. 1995 \| \| Eckhard Krautzun \| 03 Oct. 1995 \| 24 Mar. 1996 \| \| Frank Vogel (caretaker) \| 25 Mar. 1996 \| 10 Apr. 1996 \| \| Karsten Heine \| 11 Apr. 1996 \| 25 Sep. 1997 \| \| Frank Vogel \| 26 Sep. 1997 \| 14 Dec. 1997 \| \| Ingo Weniger \| 02 Jan. 1998 \| 30 Sep. 1998 \| \| Fritz Fuchs \| 30 Sep. 1998 \| 01 Jun. 1999 \| \| Georgi Vasilev \| 01 Jul. 1999 \| 12 Oct. 2002 \| \| Ivan Tischanski (caretaker) \| 13 Oct. 2002 \| 05 Nov. 2002 \| \| Miroslav Votava \| 06 Nov. 2002 \| 24 Mar. 2004 \| \| Aleksandar Ristić \| 25 Mar. 2004 \| 30 Jun. 2004 \| \| Frank Wormuth \| 01 Jul. 2004 \| 27 Sep. 2004 \| \| Werner Voigt \| 28 Sep. 2004 \| 09 Dec. 2004 \| \| Lothar Hamann/ Holger Wortmann (caretakers) \| 10 Dec. 2004 \| 19 Dec. 2004 \| \| Frank Lieberam \| 20 Dec. 2004 \| 09 Dec. 2005 \| \| Georgi Vasilev \| 13 Dec. 2005 \| 05 Apr. 2006 \| \| Christian Schreier \| 06 Apr. 2006 \| 19 Jun. 2007 \| \| Uwe Neuhaus \| 20 Jun. 2007 \| ngày 12 tháng 5 năm 2014 \| \| Norbert Düwel \| 1 Jul. 2014 \| 31 Aug. 2015 \| \| Sascha Lewandowski \| 1 Sep. 2015 \| 4 Mar. 2016 \| \| André Hofschneider (caretaker) \| 5 Mar. 2016 \| 30 Jun. 2016 \| \| Jens Keller \| 1 Jul. 2016 \| 4 Dec. 2017 \| \| André Hofschneider \| 4 Dec. 2017 \| ngày 20 tháng 5 năm 2018 \| \| Urs Fischer \| 1 Jun. 2018 \| Present \| |              |                          |
| Werner Schwenzfeier | 20 Jan. 1965 | 30 Jun. 1969             |
| Fritz Gödicke | 01 Jul. 1969 | 30 Jun. 1970             |
| Harald Seeger | 01 Jul. 1970 | 30 Jun. 1972             |
| Ulrich Prüfke | 01 Jul. 1972 | 30 Jun. 1974             |
| Dieter Fietz | 01 Jul. 1974 | 06 Dec. 1975             |
| Heini Brüll (caretaker) | 07 Dec. 1975 | 31 Dec. 1975             |
| Heinz Werner | 01 Jan. 1976 | 18 Jul. 1982             |
| Harry Nippert | 19 Jul. 1982 | 30 Sep. 1983             |
| Karl-Heinz Burwieck | 01 Okt. 1983 | 30 Jun. 1984             |
| Karl Schäffner | 01 Jul. 1984 | 31 Dec. 1987             |
| Karsten Heine | 01 Jan. 1988 | 09 Apr. 1990             |
| Gerd Struppert (caretaker) | 10 Apr. 1990 | 30 Jun. 1990             |
| Werner Voigt | 01 Jul. 1990 | 03 Jun. 1992             |
| Gerhard Körner (caretaker) | 04 Jun. 1992 | 30 Jun. 1992             |
| Frank Pagelsdorf | 01 Jul. 1992 | 30 Jun. 1994             |
| Frank Engel | 01 Jul. 1994 | 25 Jan. 1995             |
| Hans Meyer | 26 Jan. 1995 | 02 Oct. 1995             |
| Eckhard Krautzun | 03 Oct. 1995 | 24 Mar. 1996             |
| Frank Vogel (caretaker) | 25 Mar. 1996 | 10 Apr. 1996             |
| Karsten Heine | 11 Apr. 1996 | 25 Sep. 1997             |
| Frank Vogel | 26 Sep. 1997 | 14 Dec. 1997             |
| Ingo Weniger | 02 Jan. 1998 | 30 Sep. 1998             |
| Fritz Fuchs | 30 Sep. 1998 | 01 Jun. 1999             |
| Georgi Vasilev | 01 Jul. 1999 | 12 Oct. 2002             |
| Ivan Tischanski (caretaker) | 13 Oct. 2002 | 05 Nov. 2002             |
| Miroslav Votava | 06 Nov. 2002 | 24 Mar. 2004             |
| Aleksandar Ristić | 25 Mar. 2004 | 30 Jun. 2004             |
| Frank Wormuth | 01 Jul. 2004 | 27 Sep. 2004             |
| Werner Voigt | 28 Sep. 2004 | 09 Dec. 2004             |
| Lothar Hamann/ Holger Wortmann (caretakers) | 10 Dec. 2004 | 19 Dec. 2004             |
| Frank Lieberam | 20 Dec. 2004 | 09 Dec. 2005             |
| Georgi Vasilev | 13 Dec. 2005 | 05 Apr. 2006             |
| Christian Schreier | 06 Apr. 2006 | 19 Jun. 2007             |
| Uwe Neuhaus | 20 Jun. 2007 | ngày 12 tháng 5 năm 2014 |
| Norbert Düwel | 1 Jul. 2014  | 31 Aug. 2015             |
| Sascha Lewandowski | 1 Sep. 2015  | 4 Mar. 2016              |
| André Hofschneider (caretaker) | 5 Mar. 2016  | 30 Jun. 2016             |
| Jens Keller | 1 Jul. 2016  | 4 Dec. 2017              |
| André Hofschneider | 4 Dec. 2017  | ngày 20 tháng 5 năm 2018 |
| Urs Fischer | 1 Jun. 2018  | Present                  |

## Kỷ lục Châu Âu

### Tổng quan
| Mùa giải                      | S | P | W | D | L | GF | GA | GD |
| ----------------------------- | - | - | - | - | - | -- | -- | -- |
| UEFA Europa League / Cúp UEFA | 1 | 4 | 1 | 2 | 1 | 4  | 3  | +1 |
| Toàn bộ                       | 1 | 4 | 1 | 2 | 1 | 4  | 3  | +1 |

### Trận
| Mùa     | Giải     | Vòng | Đối thủ      | Sân nhà | Sân khách | Tổng tỉ số |
| ------- | -------- | ---- | ------------ | ------- | --------- | ---------- |
| 2001–02 | UEFA Cup | 1R   | Haka         | 3–0     | 1–1       | 4–1        |
| 2001–02 | UEFA Cup | 2R   | Litex Lovech | 0–2     | 0–0       | 0–2        |

## Văn hóa câu lạc bộ
1. FC Union Berlin được công nhận là một trong những câu lạc bộ "được sùng bái" của châu Âu, dựa trên nhiều sáng kiến độc đáo của người hâm mộ và câu lạc bộ trong hai thập kỷ qua.
Biệt danh của câu lạc bộ là Eiserne (Thép) hoặc Eisern Union (Liên minh Thép), cả hai đều được dùng để chỉ câu lạc bộ từ Berlin. Biệt danh của họ phát triển từ trang phục trước đó (chàng trai thợ kim loại), có liên quan đến bộ màu xanh mà Union đã chơi, vì nó gợi nhớ đến những chiếc áo liền quần được mặc bởi công nhân địa phương.
Vào tháng 5 năm 2004, những người ủng hộ đã quyên góp đủ tiền để đảm bảo giấy phép của câu lạc bộ cho giải bóng đá hạng tư thông qua một chiến dịch mang tên 'Bleed for Union' (Máu cho Liên minh). Câu khẩu hiệu này không có nghĩa là ẩn dụ. Một yếu tố của chiến dịch là người hâm mộ đã hiến máu cho các bệnh viện ở Berlin và sau đó đưa số tiền họ nhận được từ ngân hàng máu cho câu lạc bộ của họ.

Kể từ năm 2010, Union Berlin ngày càng trở nên hấp dẫn đối với những người Berlin mới, thậm chí là quốc tế, những người bị cuốn hút vào bầu không khí tại câu lạc bộ. 

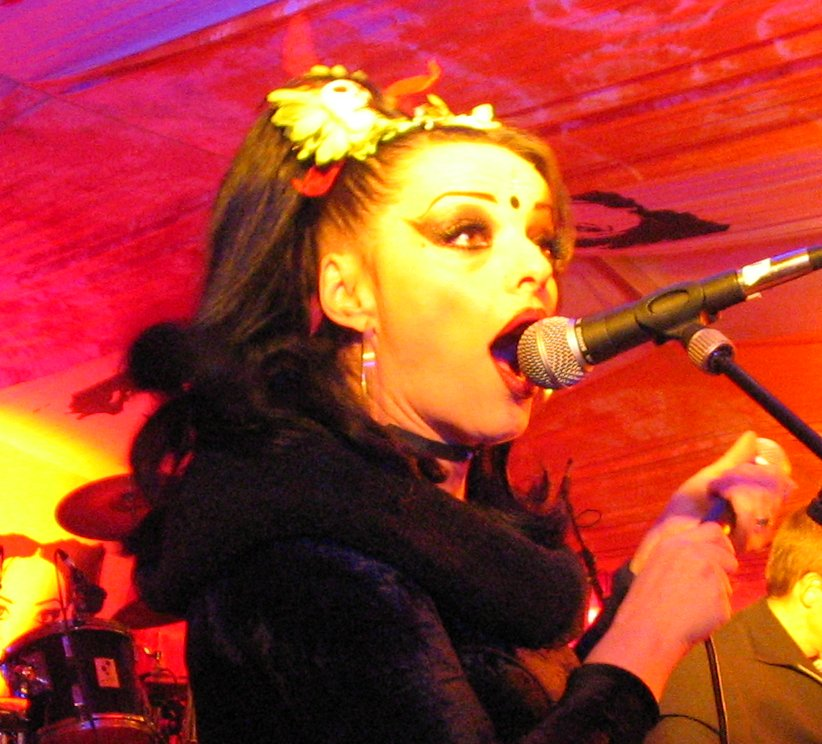
Huyền thoại Punk Nina Hagen
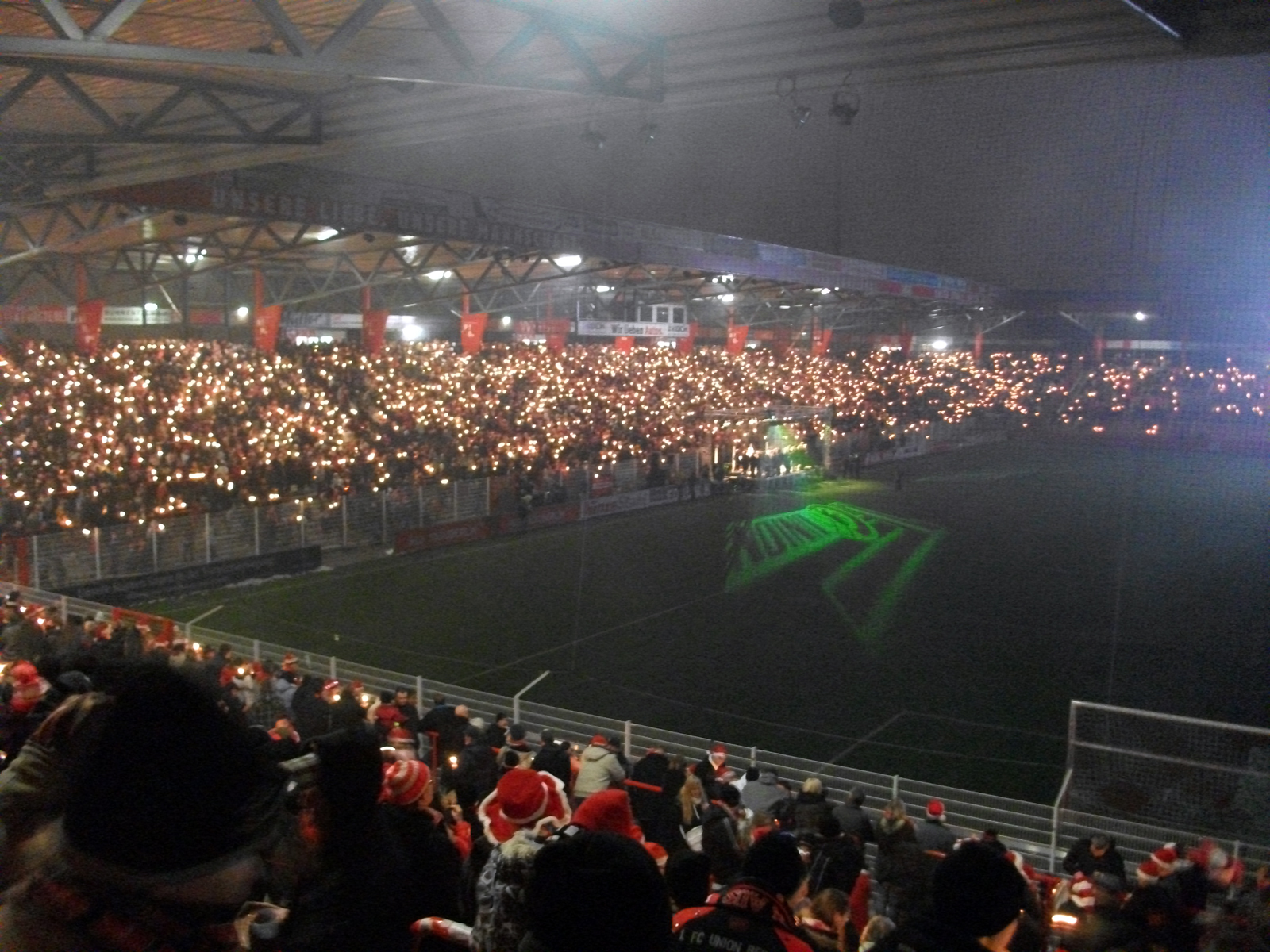
Weihnachtssingen (hát mừng Giáng sinh) năm 2010
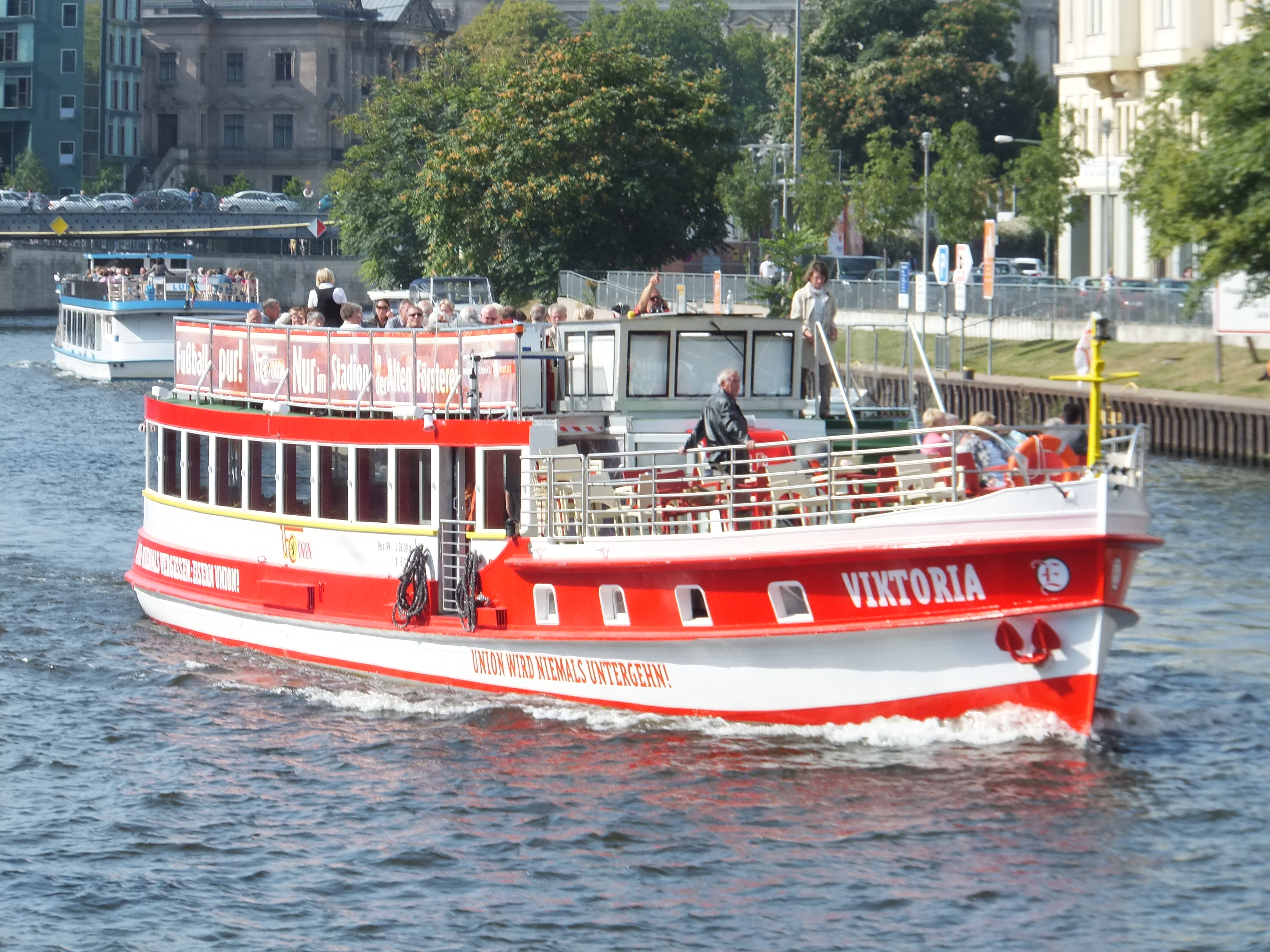
Thuyền Union Berlin trên sông Spree
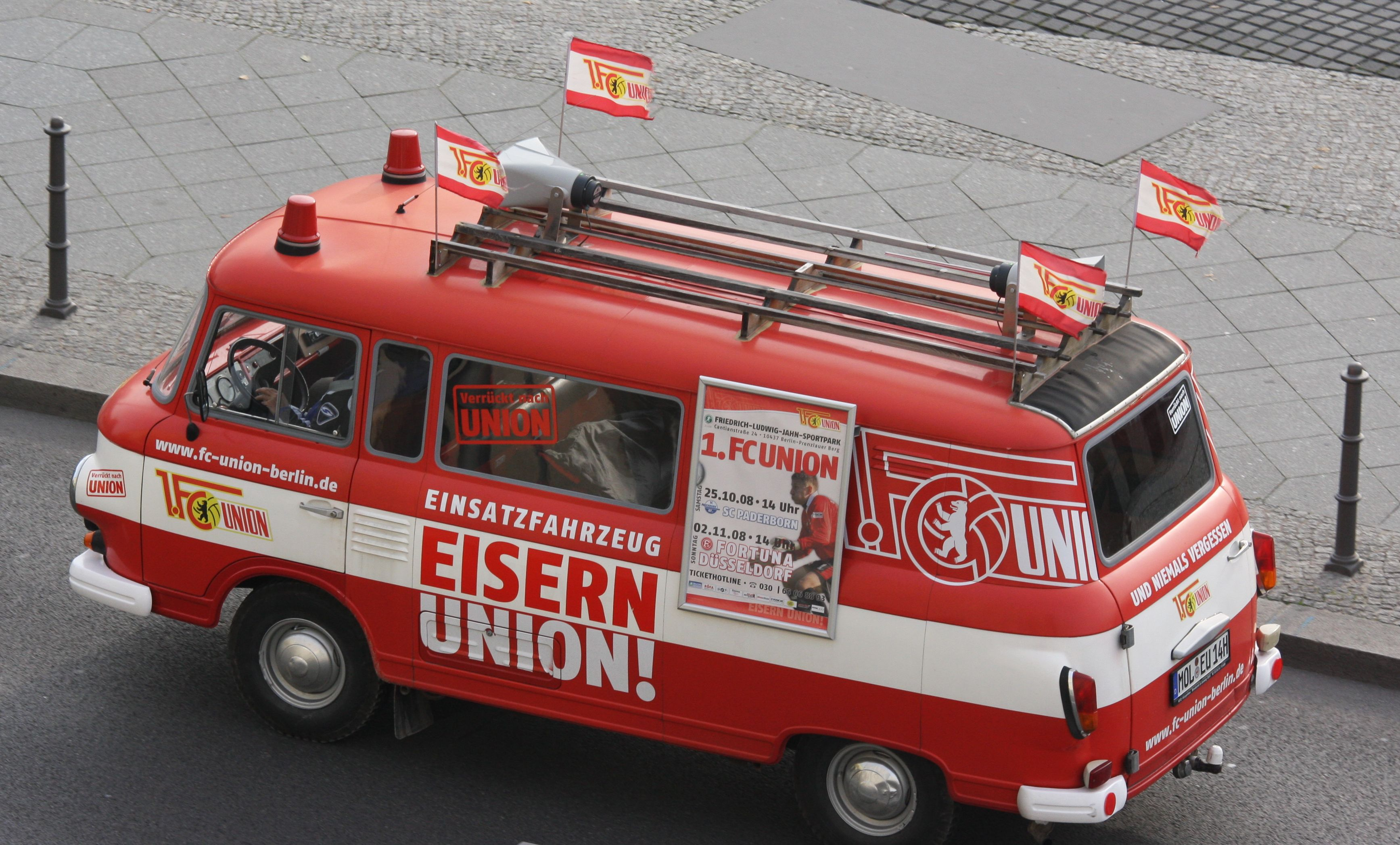
Xe buýt Union Berlin

### Đối thủ
Trong thời kỳ GDR trước đây, Union được biết đến là đối thủ của BFC Dynamo, đội được liên kết với Cơ quan Mật vụ Đông Đức (Stasi). Union được bảo trợ bởi Công đoàn Đông Đức FDGB. Câu lạc bộ đã đóng một số vai trò quan trọng trong sự đối lập không chính thức chống lại chính quyền của hệ thống Cộng sản. Từ năm 1979 đến 1988, BFC Dynamo đã giành được mười chức vô địch giải đấu Đông Đức liên tiếp, với những cáo buộc phổ biến về hành vi gian lận, và đã xảy ra đụng độ giữa cả hai nhóm người hâm mộ. Mặc dù Union Berlin và Hertha BSC tạo thành hai câu lạc bộ lớn nhất của Berlin, một cuộc cạnh tranh giữa hai đội ít xảy ra. Vào ngày 27 tháng 1 năm 1990, 79 ngày sau khi Bức tường Berlin sụp đổ, Hertha đã thi đấu với Union Berlin tại Olympiastadion trong một trận giao hữu trước 52.000 khán giả. Người hâm mộ của cả hai câu lạc bộ đã trả tiền để vào sân bằng các loại tiền tệ tương ứng của Đông và Tây Đức và hát những bài hát về sự thống nhất nước Đức khi Hertha giành được chiến thắng 2-1. Hơn hai mươi năm sau, vào ngày 17 tháng 9 năm 2010, hai đội đối mặt nhau lần thứ hai, lần cạnh tranh đầu tiên của họ, tại Stadion An der Alten Försterei, hòa 1-1 tại 2. Bundesliga. Union Berlin cũng có những cuộc cạnh tranh với Hansa Rostock, Dynamo Dresden, và Magdeburg có từ thời các đội từng thi đấu ở DDR-Oberliga.
Gần đây, câu lạc bộ đã phát triển một sự cạnh tranh với RB Leipzig, sau khi tiếp quản giấy phép và các đội từ đội hạng năm SSV Markranstädt được tài trợ bởi Red Bull GmbH và sự thăng hạng của Leipzig lên Bundesliga. Năm 2011, Union Berlin đã chạy quảng cáo chống lại sự đầu tư của câu lạc bộ đồng thời hủy bỏ trận giao hữu trước mùa giải với câu lạc bộ. Vào ngày 21 tháng 9 năm 2014, người hâm mộ Union Berlin đã tổ chức một cuộc biểu tình im lặng trong 15 phút đầu tiên trong trận đấu với RB Leipzig tại 2. Bundesliga, tố cáo RB Leipzig là "sản phẩm tiếp thị được thúc đẩy bởi lợi ích tài chính" với "bởi những người tiêu dùng bị tẩy não trên khán đài". Union Berlin đã thắng 2-1. Vào ngày 18 tháng 8 năm 2019, trong trận đấu Bundesliga đầu tiên của Union Berlin, trên sân nhà trước RB Leipzig, nhóm ultras lâu đời nhất của câu lạc bộ, Wuhlesyndikat, đã kêu gọi thành công cuộc biểu tình im lặng 15 phút khi bắt đầu trận mở màn mùa giải.

### Bài hát
Bài hát chính thức của Union Berlin là "Eisern Union" của ca sĩ nhạc punk người Đức Nina Hagen. Bài hát được ghi nhận vào năm 1998. Bốn phiên bản đã được phát hành trên một đĩa CD của GIB Music and Distribution GmbH.
Những người ủng hộ nổi tiếng hát bài hát giữa hai khán đài đứng Waldseite và Gegengerade, và sau đó là những tràng pháo tay thừa nhận lẫn nhau.

### Truyền thống Giáng sinh
Union Berlin cũng nổi tiếng với truyền thống Giáng sinh được tổ chức tại sân vận động của họ. Năm 2003,Union Weihnachtssingen hàng năm bắt đầu như một cuộc tụ họp không chính thức mà chỉ có 89 người hâm mộ xuất hiện. Trong năm 2013, 27.500 người đã tham dự, bao gồm các cầu thủ và những người ủng hộ các đội khác từ khắp Đức và Châu Âu. Người hâm mộ uống Glühwein (rượu nghiền), vẫy nến xung quanh, đốt lửa và hát kết hợp các bài hát mừng Giáng sinh và các bài hát bóng đá.

### Linh vật
Ritter Keule (nghĩa đen: Hiệp sĩ Cudgel) là linh vật của Union Berlin. Linh vật được giới thiệu lần đầu tiên vào năm 2000.

### Phim và trò chơi
Union fürs Leben (Union for life) là một bộ phim tài liệu năm 2014 giới thiệu những người ủng hộ niềm đam mê cho 1. Liên minh FC Berlin.

## Tổ chức

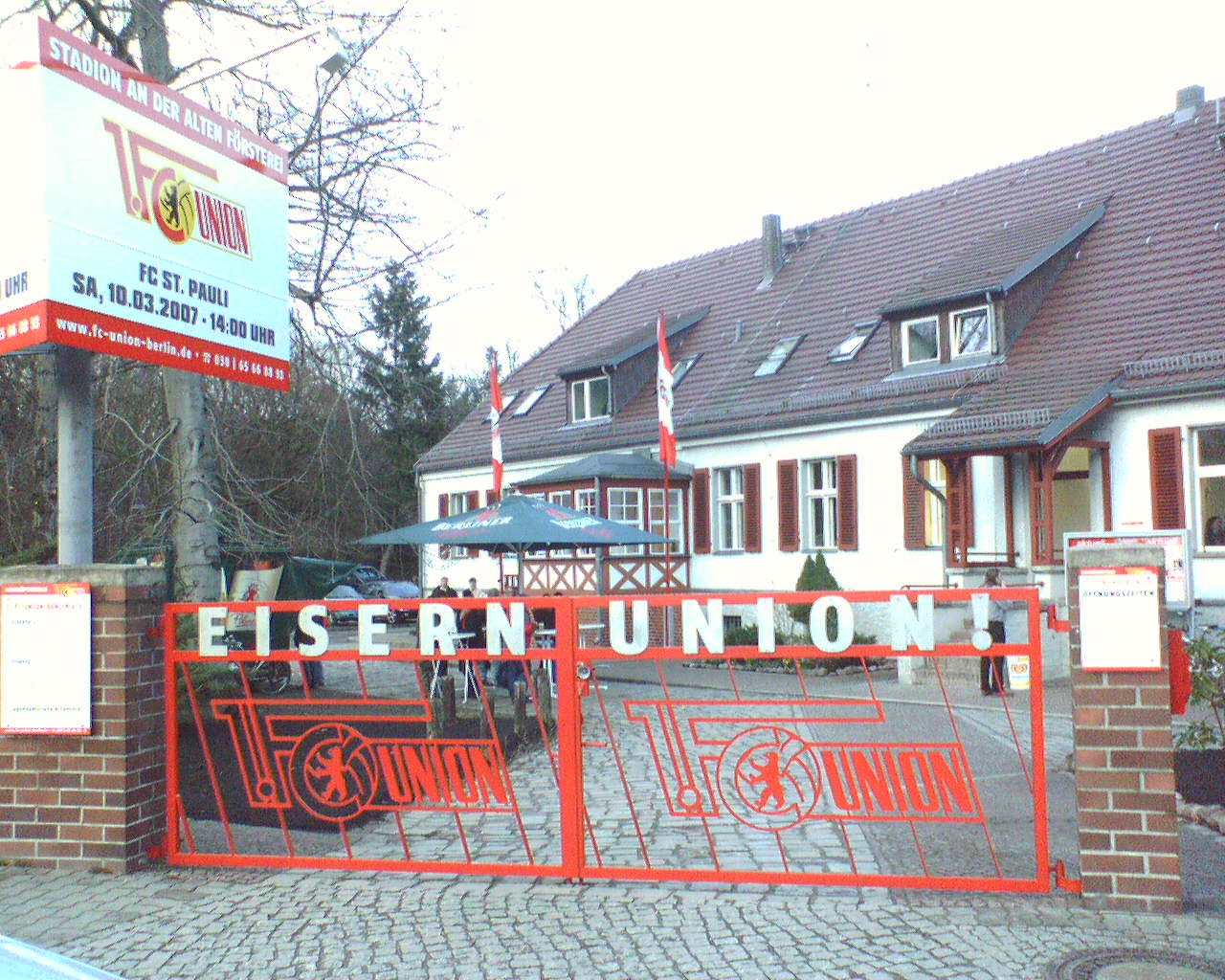
Alte Försterei (Nhà rừng cũ) là văn phòng chính của câu lạc bộ.

1. FC Union Berlin được dẫn dắt chủ yếu bởi người hâm mộ. Từ năm 2004, Dirk Zingler làm chủ tịch câu lạc bộ. Câu lạc bộ đã có 11.000 thành viên đăng ký vào năm 2013.
| Chủ tịch            | Từ                        | Đến                      |
| ------------------- | ------------------------- | ------------------------ |
| Gerhard Kalweit     | Ngày 5 tháng 6 năm 1990   | Tháng 7 năm 1993         |
| Du thuyền Detlef    | 17 tháng 8 năm 1993       | Tháng 7 năm 1994         |
| Horst Kahstein      | 14 tháng 11 năm 1994      | Tháng 9 năm 1997         |
| Heiner Bertram      | Ngày 7 tháng 10 năm 1997  | 12 tháng 10 năm 2003     |
| Jürgen Schlebrowski | Ngày 13 tháng 10 năm 2003 | Ngày 30 tháng 6 năm 2004 |
| Dirk Zingler        | 1 tháng 7 năm 2004        |                          |

### Tài trợ
Năm 2014, 1. FC Union Berlin được tài trợ bởi 301 đối tác tư nhân và doanh nghiệp. 

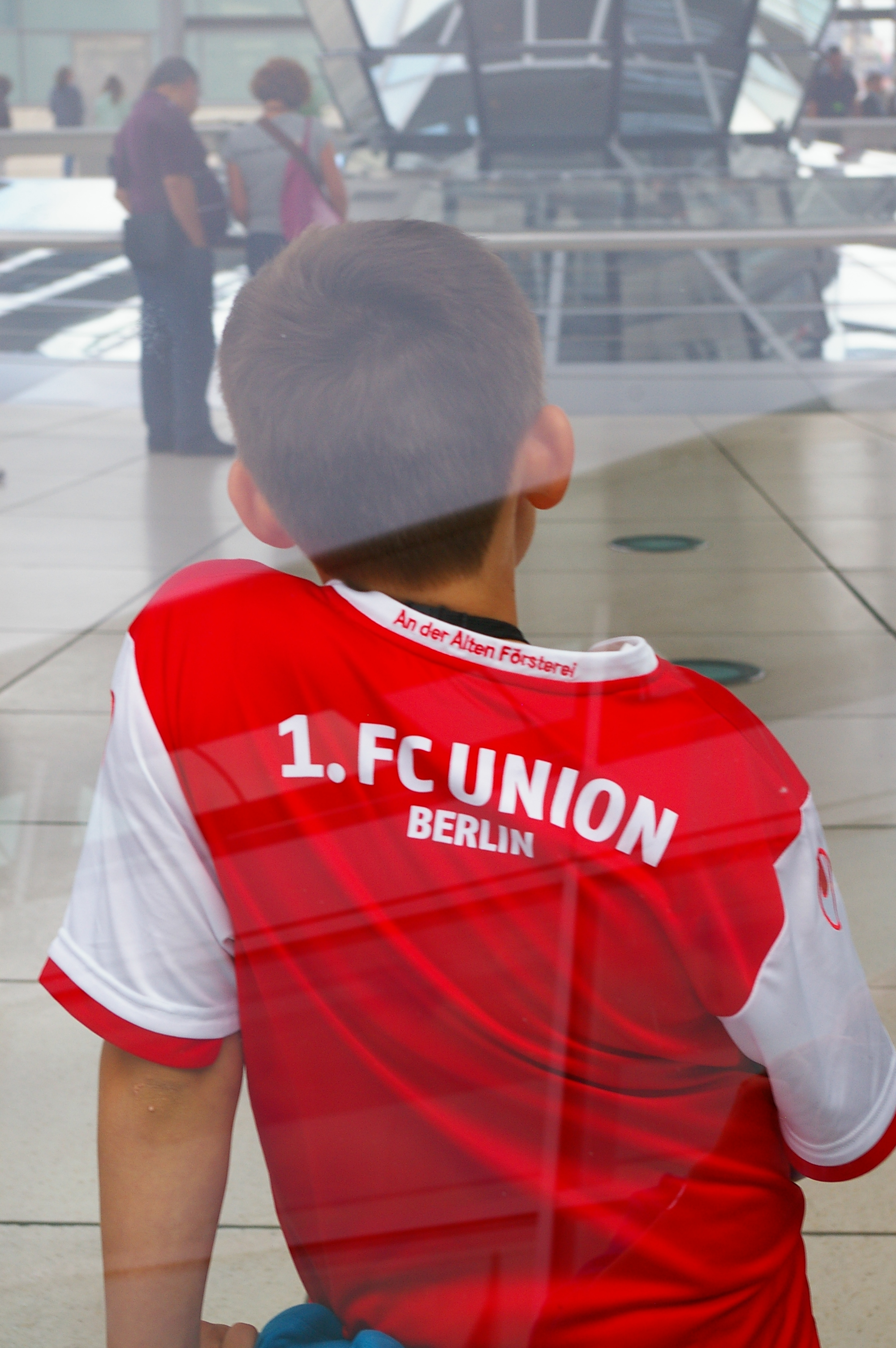
Cổ động viên nhí của Union Berlin

| Mùa           | Nhà sản xuất bộ áo quần | Nhà tài trợ trên áo |
| ------------- | ----------------------- | ------------------- |
| 2005/06       | Nike                    | EastWest            |
| 2006/07       | Nike                    | EastWest            |
| 2007/08       | Nike                    | Silicon Sensor      |
| 2008/09       | do you football         | Silicon Sensor      |
| 2009/10       | do you football         | kfzteile24          |
| 2010/11       | do you football         | kfzteile24          |
| 2011/12       | Uhlsport                | kfzteile24          |
| 2012/13       | Uhlsport                | f.becker            |
| 2013/14       | Uhlsport                | f.becker            |
| 2014/15       | Uhlsport                | kfzteile24          |
| 2015/16       | Macron                  | kfzteile24          |
|               | Macron                  | Layenberger         |
| 2016/17       | Macron                  |                     |
| 2017/18       | Macron                  |                     |
| 2018/19       | Macron                  |                     |
| 2019/20       | Macron                  |                     |
| Aroundtown SA | Macron                  |                     |

## Danh hiệu

### Trong nước
- Vô địch Đức
  - Á quân: 1923
- DDR-Liga Nord
  - Vô địch: 1966, 1970,
- DDR-Liga B

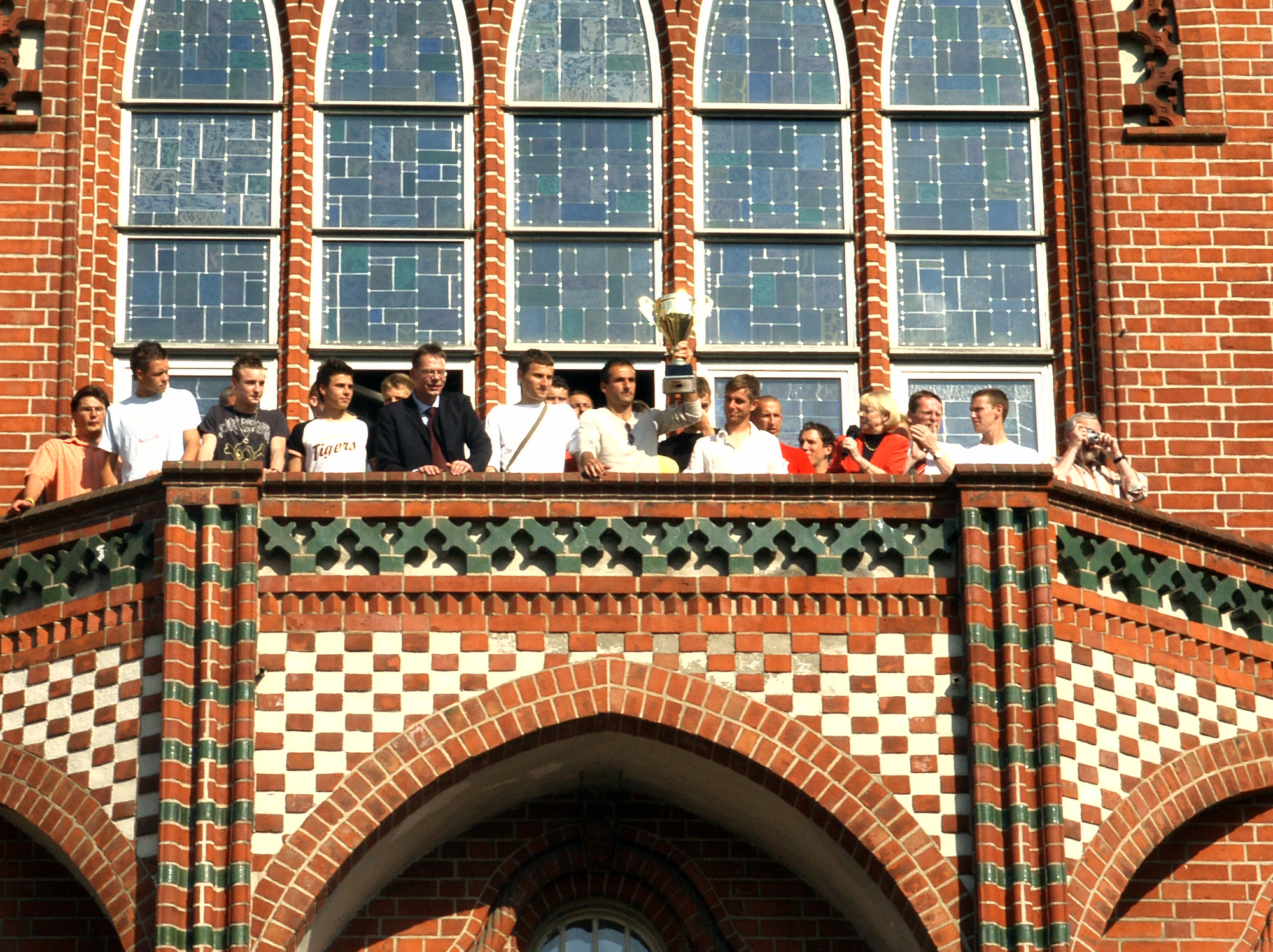
Đội bóng ăn mừng chiến thắng Cup Berlin của họ tại tòa thị chính Köpenick năm 2007.

  - Vô địch: 1974, 1975, 1976, 1981, 1982
- DDR-Liga A
  - Vô địch: 1985, 1991
  - Á quân: 1990
- 3. Liga
  - Vô địch: 2009
- DFB-Pokal
  - Á quân: 2001, 2022
- FDGB-Pokal:
  - Vô địch: 1968
  - Á quân: 1986

### Khu vực
- Vô địch Berlin / Brandenburg (-1933)
  - Vô địch: (2) 1920, 1923
  - Á quân: 1917, 1925
- Gauliga Berlin-Brandenburg:
  - Vô địch: 1940
- Oberliga Berlin (1945-63):
  - Vô địch: 1948
  - Á quân: 1950
- NOFV-Oberliga Mitte
  - Vô địch (3): 1992, 1993, 1994
- Regionalliga Nordost
  - Vô địch: 1996, 2000
- Regionalliga Nord
  - Vô địch: 2001
- NOFV-Oberliga Nord
  - Vô địch: 2006
- Cúp Berlin
  - Vô địch: (4) 1947, 1948, 1994, 2007, 2009
  - Á quân: 1926, 1997

### Châu Âu
- Cúp UEFA:
  - Vòng 2 2001-02